# أوليفيا ثيرلبي
أوليفيا جو ثيرلبي (بالإنجليزية: Olivia Thirlby) (ولدت في 6 أكتوبر 1986) ممثلة أمريكية عرفت بدوار «ليا» في الفيلم الكوميدي الدرامي جونو. صنفتها مجلة فانيتي فير في يونيو 2008، كأحد أبرز ممثلات الموجة الجديدة في هوليوود.

## مسيرتها المهنية
بدأ اهتمامها بالفن من خلال مهرجان ودز الفرنسي للفنون المسرحية التي كانت ترتاده وهى صغيرة، فحصلت على دروس في المسرح بمسرح جلوب الأمريكي، بجانب حصولها على دورة تدريبية من الأكاديمية الملكية للفنون المسرحية في لندن. في عام 2006 بدأت التمثيل من خلال أدوار صغيرة في عدة أفلام كان أولها فيلم "United 93"، وفي عام 2007 حصلت على دور جيد بفيلم "Juno" وقد رشحت عن دورها بالفيلم لجائزة النقاد لأفضل تمثيل.

## روابط خارجية
- أوليفيا ثيرلبي على موقع IMDb (الإنجليزية)
- أوليفيا ثيرلبي على موقع ألو سيني (الفرنسية)
- أوليفيا ثيرلبي على موقع تيرنر كلاسيك موفيز (الإنجليزية)
- أوليفيا ثيرلبي على موقع أول موفي (الإنجليزية)
- أوليفيا ثيرلبي على موقع بوكس أوفيس موجو (الإنجليزية)
- أوليفيا ثيرلبي على موقع قاعدة بيانات الأفلام السويدية (السويدية)
- أوليفيا ثيرلبي على موقع إن إن دي بي (الإنجليزية)
- أوليفيا ثيرلبي على موقع قاعدة بيانات الفيلم (الإنجليزية)
- أوليفيا ثيرلبي على موقع كينوبويسك (الروسية)
- missthirlbyعلى تويتر.